# Bahir Dar

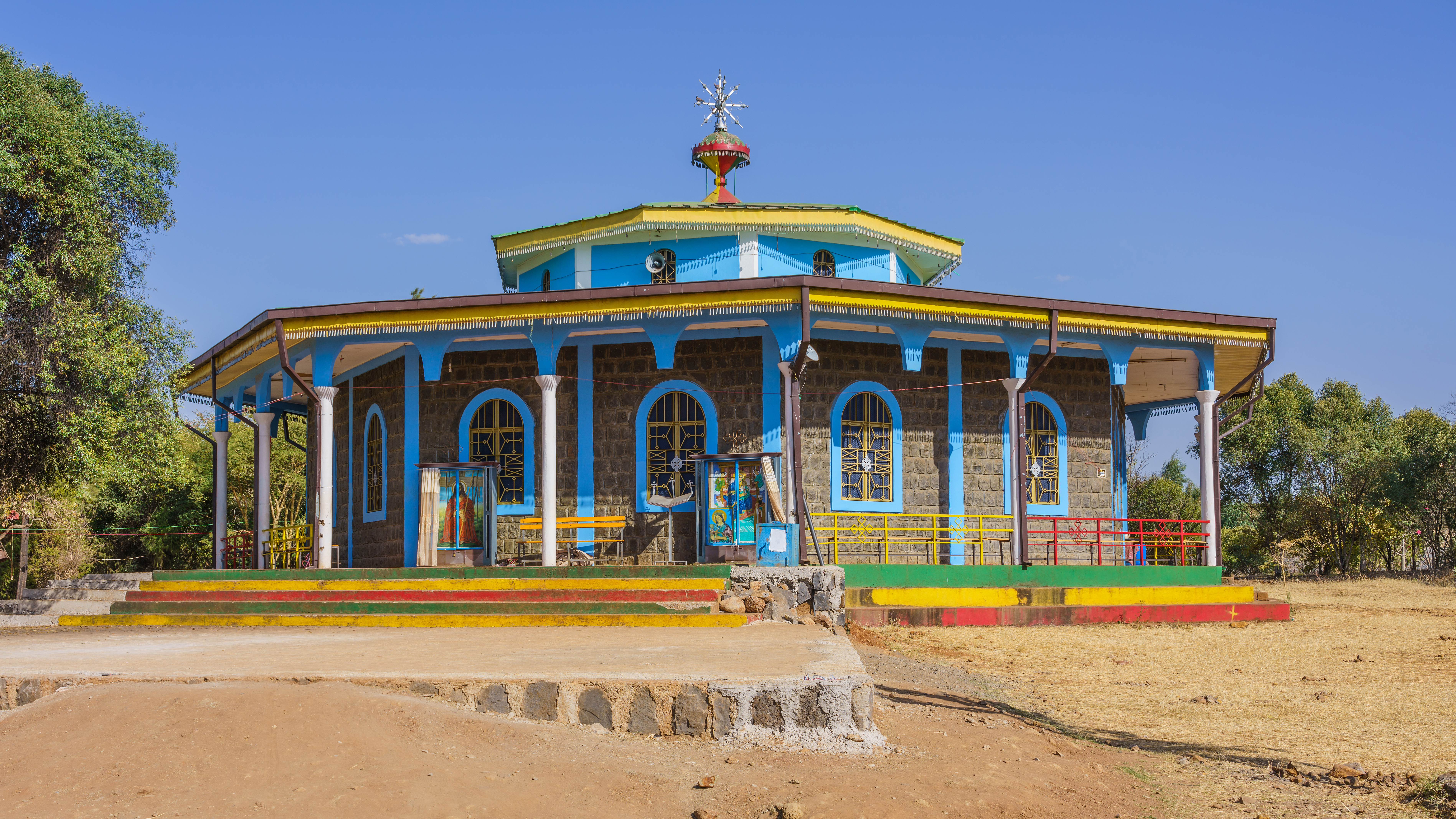
Iglesia en Bahir Dar

Bahir Dar (amhárico: ባሕር-ዳር, Bahərə-Darə) es una ciudad en el noroeste de Etiopía y es capital de la región administrativa de (kilil) Amhara. Está situada en la orilla sur del lago Tana, la fuente del Nilo Azul (o río Abay), en lo que era hasta 1995 la provincia Gojjam. La ciudad está situada a 378 km al noroeste de Addis Abeba, con una altura de 1840 metros sobre el nivel del mar. En 2012, tenía una población de 318.429 habitantes. En 2023, se estimaba que la población ascendía a 474.743 personas.

## Historia
Los primeros registros históricos que se tienen de esta zona datan de fines del siglo XVI y comienzos del siglo XVII, con el asentamiento de misioneros jesuitas en los márgenes del lago Tana. Aún hoy en día se conserva un edificio de este período cerca de la plaza central, y que es asociado a Pedro Páez, misionero jesuita español enviado a Etiopía en 1589.
Durante la invasión italiana de 1935-1936, una columna militar italiana movilizada desde Gondar ocupó la ciudad el 23 de abril de 1937. Durante la Segunda Guerra Mundial, entre los días 21 y 22 de octubre de 1940 la ciudad fue bombardeada por la Real Fuerza Aérea británica, y aunque la acción hizo pocos daños sirvió como impulso para la resistencia etíope. Después de meses de escaramuza, la guarnición italiana bajo el mando del Coronel Torelli empezaró a evacuar la ciudad el 27 de abril de 1941. Uno de los palacios del emperador Haile Selassie se encuentra cerca de La ciudad, razón por la cual el emperador consideró mover el capital nacional a la ciudad, lo cual no se concretó.
En la década de 1960 , se inauguró en la ciudad el Instituto Politécnico de Bahir Dar, construido gracias a un acuerdo de cooperación con la Unión Soviética. Diseñado para dar cabida a 1000 alumnos, en su primer año la escuela tuvo 21 maestros de Etiopía y 250 estudiantes; en 1968 había 619 estudiantes en cuatro categorías, con 51 profesores de los cuales 23 eran extranjeros.
Durante la Guerra Civil de Etiopía, en mayo de 1988, el 603 Cuerpo del Tercer Ejército Revolucionario (TLA) emplazó su cuartel general en Bahir Dar. Entre los días 3 y 4 de marzo de 1990, el TLA abandonó la ciudad en desorden, volando un puente cercano, con varios centenares de soldados. Sin embargo, el Frente Democrático Revolucionario del Pueblo (EPRDF), no contaba con suficientes efectivos en la zona para capturar la ciudad, y ésta volvió a caer en manos de las fuerzas gubernamentales a los pocos días. Finalmente el EPRDF logra el control total de la ciudad en marzo de 1991.

## Demografía
Según las estimaciones de población realizadas por la Agencia Central de Estadística de Etiopía en 2005, esta ciudad tiene una población total estimada de 167.261, de los cuales 86.355 son hombres y 80.906 mujeres. Con una superficie estimada de 28 kilómetros cuadrados, su densidad estimada es de 5.973,60 habitantes por kilómetro cuadrado.
De acuerdo al censo de 1994, el último oficial, su población era de 96.140. Como señala Philip Briggs, Bahir Dar "no es sólo una de las ciudades más grandes en Etiopía, es también una de las de más rápido crecimiento".

## Cultura, turismo y transporte

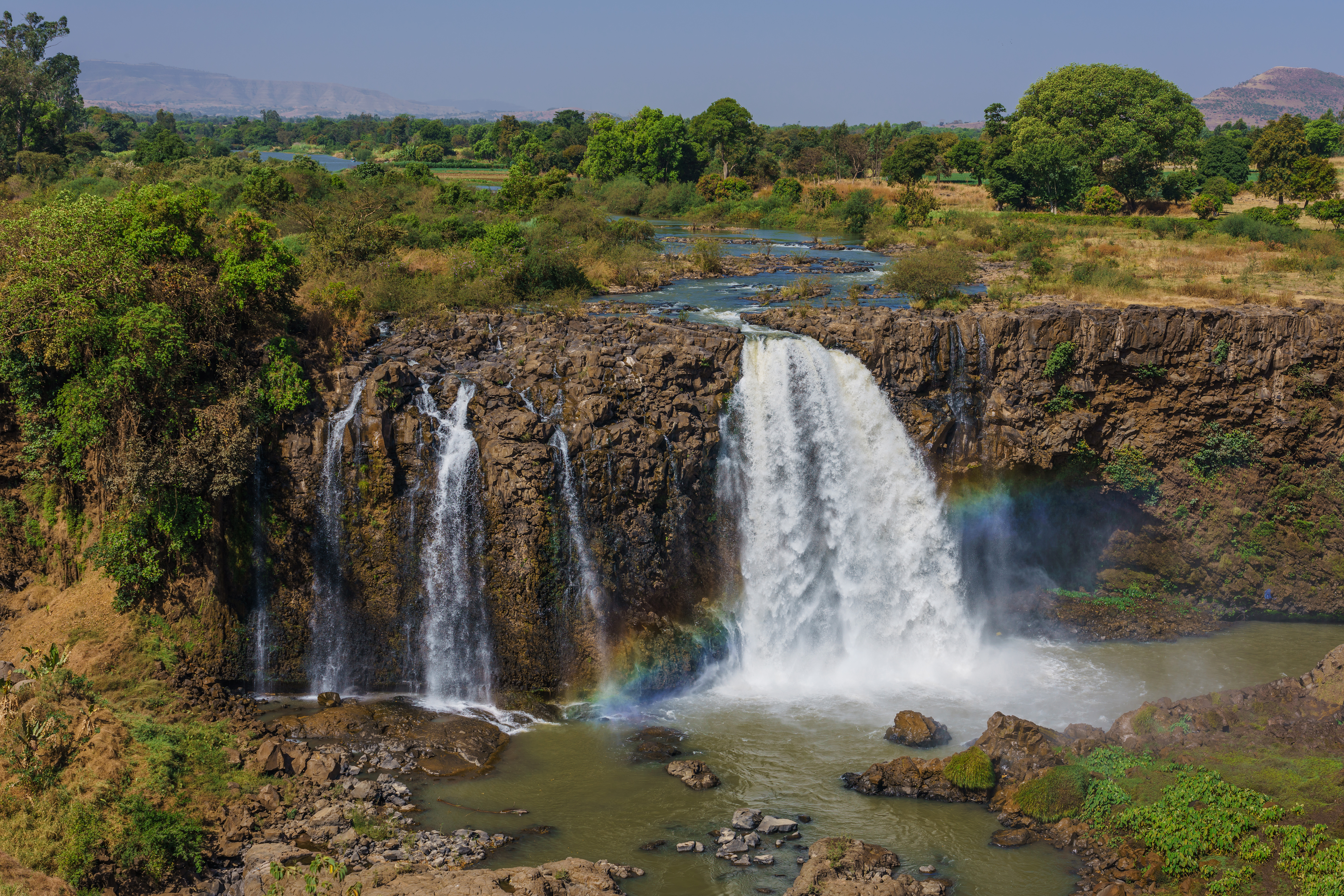
Cataratas del Nilo Azul

Desde el puerto de Bahir Dar se puede acceder por barco a varias de las iglesias históricas y monasterios ubicados a orillas del lago, en sus diferentes islas. La mayoría datan de ellas datan del siglo XVII y se caracteriza por la riqueza policromática de sus paredes, algunas de estas iglesias poseen museos con manuscritos ilustrados, coronas y vestimentas reales y eclesiástica. Aún hoy en día, algunas de estas islas monasterios están prohibidas a las mujeres, pero otras pueden ser visitados por ambos sexos.
Además, desde la ciudad parten diversos servicios turísticos hacia las Cataratas del Nilo Azul (río Abay), ubicadas a unos 30 km al sur de la ciudad, y que constituyen uno de los destinos turísticos más conocidos del país.
La ciudad ofrece un pequeño mercado diario y una vez por semana uno de mayor envergadura. Cuenta, además, con algunos hoteles construidos en torno al lago, y diversos clubes de música.
A su vez, Bahir Dar alberga varias universidades y colegios. La más destacada de todas es la Universidad de Bahir Dar, Fundada el año 2000 sobre la base del antiguo Instituto Politécnico de Bahir Dar, creado a su vez en 1963, proyectaba una matrícula de más de 40.000 estudiantes en el curso 2012-2013. En la actualidad, posee cuatro facultades: Educación, Ingeniería, Economía y Negocios y Derecho.
La ciudad está equipada con un aeropuerto con pistas pavimentadas, identificado por el código de la OACI HABD y de la IATA BJR. Las Líneas Aéreas Etíopes operan vuelos regulares entre Bahir Dar, y la capital, así como con Gondar hacia el noroeste. La ciudad también está conectada a través de carreteras y líneas de autobuses hacia Addis Abeba y Gondar.